# Legalisierung (Baurecht)
Als Legalisierung wird im Baurecht die Feststellung bezeichnet, dass ein Bauvorhaben einschließlich der ihm zugedachten Nutzung mit den öffentlich-rechtlichen Bauvorschriften vereinbar ist.
Die Legalisierungswirkung einer bestandskräftigen Baugenehmigung hat zur Folge, dass ein quasinegatorischer Unterlassungsanspruch analog § 1004 BGB in Verbindung mit § 823 Abs. 2 BGB nicht auf die Verletzung nachbarschützender Vorschriften des öffentlichen Rechts als Schutzgesetze gestützt werden kann. Wegen der Tatbestandswirkung der Baugenehmigung sind die Zivilgerichte an den feststellenden Teil der Baugenehmigung gebunden. Der zivilrechtliche Unterlassungsanspruch ist insoweit streng akzessorisch zum öffentlichen Recht.
Die Legalisierungswirkung einer Baugenehmigung hat jedoch keinen Einfluss auf das Bestehen von Ansprüchen aus § 1004 Abs. 1 i. V. m. § 906 BGB. Denn die Baugenehmigung ergeht unbeschadet privater Rechte Dritter. Sie hat keine privatrechtsgestaltende Ausschlusswirkung. Ein Nachbar kann daher den genehmigten Bau zivilrechtlich untersagen lassen, wenn er durch diesen in einer vertraglich (etwa durch einen Miet- oder Pachtvertrag) oder dinglich (etwa durch eine Grunddienstbarkeit) geschützten Rechtsposition beeinträchtigt würde.
Ein häufiger Fall ist, dass die Baugenehmigungsbehörde nicht das Einvernehmen der Gemeinde nach § 36 Baugesetzbuch (BauGB) einholt und trotzdem einen öffentlich-rechtlichen Vertrag nach den §§ 54 ff. Verwaltungsverfahrensgesetz (VwVfG) mit dem Bauherrn abschließt. In diesen Fällen entsteht regelmäßig keine Legalisierungswirkung, weil der Vertrag nach § 58 Abs. 2 VwVfG von Anfang an unwirksam war, da die Gemeinde nicht beteiligt wurde.
Wenn eine Gemeinde in diesen Fällen eine Verpflichtungsklage gegen die Baugenehmigungsbehörde auf Erlass einer Baubeseitigungsanlage erhebt, liegt als Rechtsfolge zunächst eine Ermessensentscheidung der Baugenehmigungsbehörde vor.
In den Fällen des passiven Bestandsschutzes reduziert sich das Ermessen jedoch auf Null, das heißt die Baugenehmigungsbehörde darf dann keine Baubeseitigungsverfügung erlassen.
Ist die bauliche Anlage jedoch bauplanungsrechtlich unzulässig und besteht darüber hinaus auch kein Bestandsschutz, reduziert sich das Ermessen der Behörde derart, dass eine Abrissverfügung zu erlassen ist.